# Nesoversjennoletnije
Nesoversjennoletnije (russisk: Несовершеннолетние) er en sovjetisk spillefilm fra 1976 af Vladimir Rogovoj.

## Medvirkende
- Vladimir Letenkov - Zjenja Prokhorov
- Stanislav Zjdanko - Kostja
- Leonid Kajurov - "Gogol"
- Pavel Nikolai - Sjurik
- Nikolaj Muravjov